# Theriophonum
Theriophonum es un género con 11 especies de plantas con flores perteneciente a la familia Araceae. Es originario de India y Sri Lanka.

## Taxonomía
El género fue descrito por Carl Ludwig Blume y publicado en Rumphia 1: 127. 1837. La especie tipo es: Theriophonum crenatum

## Especies
- Theriophonum crenatum
- Theriophonum fuscheri
- Theriophonum indicum
- Theriophonum minutum
- Theriophonum uniseriatum
- Theriophonum wightii